# 린네풀
린네풀(Linnaea borealis)은 인동과의 식물로, 북반구의 특산종이다. 학자에 따라 린네풀과로 따로 분류하기도 한다. 한대·아한대에 널리 분포하는 상록소관목으로 줄기는 길게 땅 위로 뻗고 지름 1mm 정도로 가늘며, 잎은 마주나고 달걀꼴이다. 7-8월에 높이 5-7cm에서 끝이 둘로 갈라지는 꽃줄기에 각각 1개의 꽃이 밑을 향하여 핀다. 수술은 4개로서 아래의 2개가 좀 길고, 씨방은 선모가 빽빽이 나며 하위로서 3실이며, 2실은 불완전하고 다른 1실에 씨가 되는 밑씨 1개가 붙는다. 2개의 작은 턱잎은 씨방에 붙는다. 식물분류학자 린네에서 그 이름이 유래한다.